# Bandiera rossa
Das italienische Lied Bandiera rossa, oft auch nach seinem Liedanfang Avanti Popolo genannt, gehört zu den bekanntesten internationalen Arbeiterliedern und huldigt der Roten Fahne, dem Symbol der sozialistischen und später der kommunistischen Bewegung. Der Text ist seit Ende des 19. Jahrhunderts in verschiedenen republikanischen Textfassungen überliefert. Die sozialistische Textfassung wurde 1908 von Carlo Tuzzi verfasst. Die Melodie basiert auf zwei lombardischen Volksliedern: die Strophe hat das Lied Ciapa on saa, pica la porta zur Vorlage, und der Refrain das Lied Ven chi Nineta sotto l'ombrelin.
Neben der italienischen Urfassung gibt es zahlreiche Varianten, die sich auf einzelne sozialistische oder kommunistische Parteien beziehen. Die letzten zwei Zeilen Evviva il comunismo e la libertà wurden erst nach der Machtergreifung Mussolinis an das ursprünglich ältere Lied gesetzt; gleichzeitig wurde der ursprüngliche Liedanfang Compagni avanti alla riscossa (Kameraden, vorwärts zum Gegenangriff) in Avanti o popolo, alla riscossa (Vorwärts, o Volk, zum Gegenangriff) geändert. Insbesondere das Wort comunismo am Ende des Refrains wird heute häufig durch socialismo ersetzt.
Das Lied wurde in viele Sprachen übersetzt und ist in Deutschland seit den 1920er-Jahren bekannt. Deutsche Textfassungen gibt es unter anderem von Walter Dehmel (Voran, du Arbeitsvolk, du darfst nicht weichen, / die rote Fahne, das ist dein Zeichen!) und Peter Hacks (Steht auf, ihr Arbeiter, steht auf, Genossen, / Die rote Fahne weht siegentschlossen.), musikalische Varianten von Hannes Wader, Konstantin Wecker, Commandantes, Angelic Upstarts und Normahl. In Deutschland wird das Lied aber auch häufig in italienischer Fassung gesungen.

## Textauszug
Originaltext

1. Strophe:

Avanti o popolo, alla riscossa,

Bandiera rossa, Bandiera rossa.

Avanti o popolo, alla riscossa,

Bandiera rossa trionferà.

Refrain:

Bandiera rossa la trionferà

Bandiera rossa la trionferà

Bandiera rossa la trionferà

Evviva il comunismo e la libertà.
Wörtliche Übersetzung:

1. Strophe:

Vorwärts, o Volk, zum Gegenangriff,

Die rote Fahne, die rote Fahne.

Vorwärts, o Volk, zum Gegenangriff,

Die rote Fahne wird triumphieren.

Refrain:

Die rote Fahne wird triumphieren,

Die rote Fahne wird triumphieren,

Die rote Fahne wird triumphieren,

Es lebe der Kommunismus und die Freiheit.